# Florence Harvey
Florence Lyle Harvey (Hamilton, 10 novembre 1878 – Ontario (Ancaster), 1968) è stata una golfista e atleta canadese, autista di ambulanze in Serbia durante la Prima Guerra Mondiale. È stata inserita nella Canadian Golf Hall of Fame nel 1972.

## Primi anni di vita
Florence Harvey era la figlia di John e Williamina Harvey, entrambi nati in Scozia. È cresciuta a Hamilton, Ontario.

## Carriera
La Harvey vinse due volte il campionato amatoriale canadese femminile, nel 1903 e nel 1904, e si classificò seconda nella stessa competizione nel 1911 e 1913. Vinse il campionato amatoriale di golf femminile del nord e del sud del 1914 e fu anche campionessa amatoriale femminile dell'Ontario nel 1904 , 1906, 1913 e 1914. Nel 1910 fu semifinalista in un campionato internazionale femminile, sconfitta dalla collega canadese Dorothy Campbell. Ha gareggiato nel British Ladies Amateur Championship nel 1911, 1912, 1913 e 1920.
Fece domanda per un brevetto su un processo di produzione di palline da golf nel 1912. Fu una delle fondatrici della Canadian Ladies' Golf Union (CLGU) nel 1913 e prestò servizio come segretaria dell'organizzazione. Ha organizzato il golf femminile canadese in tre divisioni regionali, suddivise in distretti. Nel 1963 partecipò all'evento del 50º anniversario del CLGU al Rivermead Golf Club.
Durante la prima guerra mondiale lavorò alla raccolta fondi tra le donne golfiste per acquistare un'ambulanza. La Harvey era un autista di ambulanze volontaria della Croce Rossa a Vranje e Belgrado nel 1918 e 1919, lavorando con un'unità dello Scottish Women's Hospital. Scrivendo delle sue esperienze ha commentato: Le urla di una donna sono orribili in qualsiasi momento, ma le urla di un uomo non si dimenticano mai fino al giorno della morte. Nel 1919 scrisse una rubrica mensile intitolata Golfing Hints per Golfers Magazine.
Durante la seconda guerra mondiale era in Inghilterra con la Croce Rossa canadese.

## Vita privata
La Harvey si trasferì in Sudafrica e allevò pollame in una fattoria con la sua amica di guerra, Marjorie Pope-Ellis. Tornò in Canada nel 1954 e morì ad Ancaster, Ontario nel 1968, all'età di 89 anni. Nel 1972 fu inserita nella Canadian Golf Hall of Fame. È stata anche inserita nell'Ontario Golf Hall of Fame nel 2000 e nella Hamilton Sports Hall of Fame nel 2012.

## Vincite da dilettante
- 1903 Amatoriale femminile canadese
- 1904 Amatoriale femminile canadese, Ontario Femminile Amatoriale
- 1906 Ontario Femminile Amatoriale
- 1913 Ontario Femminile Amatoriale
- 1914 Amatoriale delle donne del nord e del sud, Ontario Amatoriale delle donne